# Victor Manheimer
Victor Manheimer (* 7. Dezember 1877 in Berlin; † 10. Dezember 1942 in Amsterdam) war ein deutsch-jüdischer Germanist, Bibliophiler und prominentes Mitglied der Schwabinger Künstler- und Intellektuellenszene des frühen 20. Jahrhunderts.

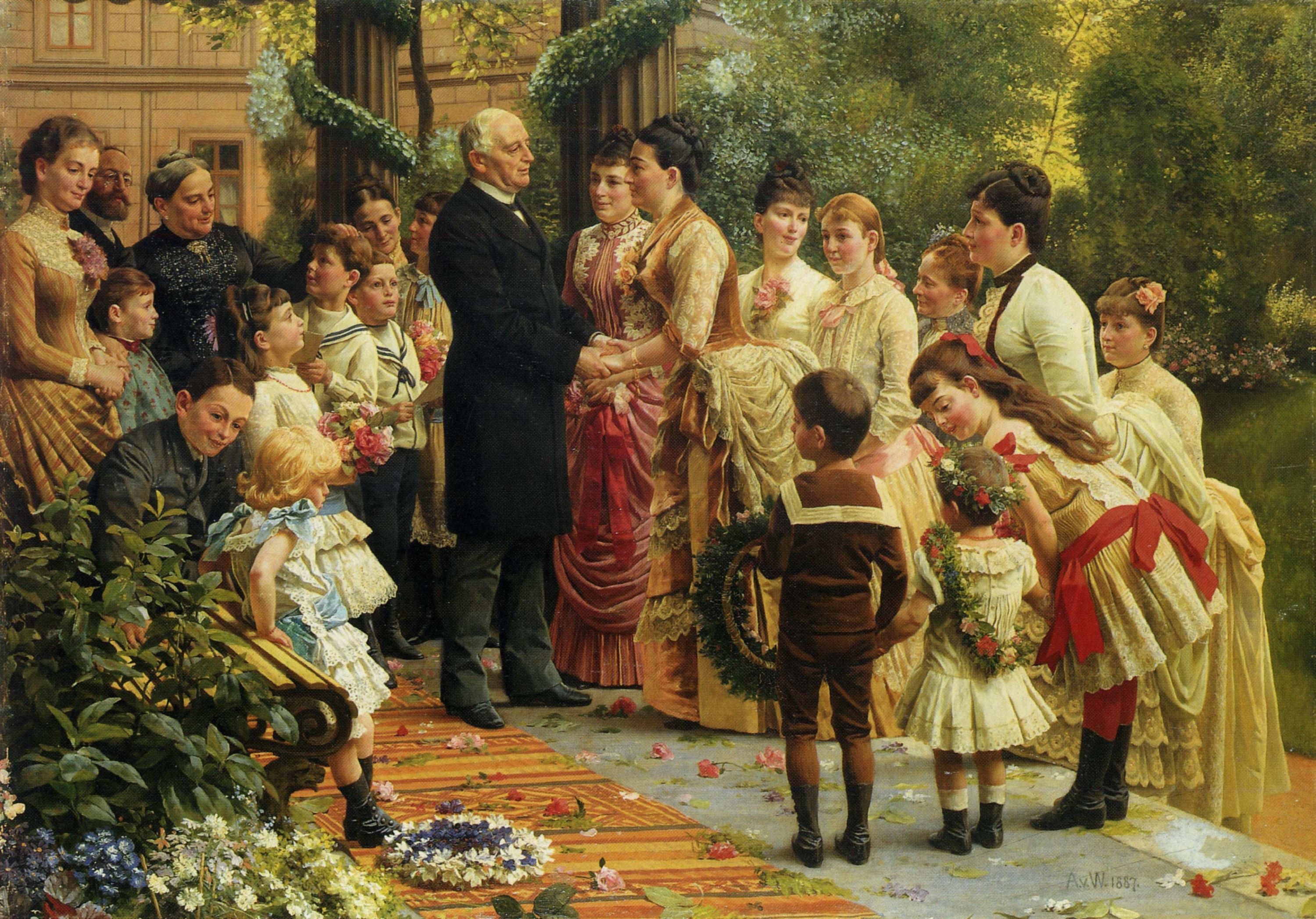
„Der siebzigste Geburtstag des Kommerzienrates Valentin Manheimer.“ Gemälde von Anton von Werner, 1887.

## Leben

### Jugend und Studium
Victor Manheimer war das älteste von vier Kindern des jüdischen Kaufmanns Ferdinand Manheimer und dessen Frau Betty geb. Jacoby. Ferdinand Manheimers Vater Valentin (1815–1889) hatte in Berlin das Konfektionshaus V. Manheimer gegründet. Nach seinem Tod leiteten es seine drei Söhne, von 1904 bis zu seinem Tod 1905 leitete es Ferdinand Manheimer allein. Ferdinand und Betty Manheimer pflegten vielseitige kulturelle Interessen. Der Philosoph Max Dessoir, der in ihrem Haus Bellevuestraße 7 ein und aus ging, schreibt von Ferdinands stattlicher Wohnung: Sie „unterstand der Führung seiner Gattin Betty, die eine gehobene Geselligkeit pflegte und insbesondere Musiker wie Musikfreunde bei sich sah; drei Söhne und eine Tochter wuchsen dort auf.“ Ein Gemälde Anton von Werners 1887 zeigt die Feiergesellschaft in der Bellevuestraße anlässlich von Valentin Manheimers siebzigstem Geburtstag – exemplarisch einerseits für das Leben der Berliner Oberschicht der Gründerzeit, andererseits für die Assimilation der jüdischen Bürger. Alle Enkel Valentin Manheimers sind dargestellt, doch ist unklar, wer der zehnjährige Victor ist.
Victor besuchte das Berliner Königliche Wilhelms-Gymnasium, wo er 1895 die Reifeprüfung ablegte. Er studierte dann an den Philosophischen Fakultäten der Friedrich-Wilhelms-Universität Berlin, der Albert-Ludwigs-Universität Freiburg, der Ludwig-Maximilians-Universität München und wieder der Berliner Universität.  Er besuchte hauptsächlich „Veranstaltungen bei Professoren, die mit ihren Lehrschwerpunkten bereits etablierte Forschungsgebiete der Germanistik abdeckten. Insbesondere die Schüler Wilhelm Scherers, allen voran Erich Schmidt, [...] dürften bei ihm ein tendenziell konservatives Verständnis seines Fachs evoziert haben.“ Er schrieb auch selber Gedichte.

### Promotion und Habilitationsversuch
Ab Wintersemester 1898/1899 studierte Manheimer fünf Semester lang an der Georg-August-Universität Göttingen. Sein wichtigster Lehrer dort war Gustav Roethe. Er wurde sein Doktorvater. Er schrieb über Manheimers Dissertation „Die Lyrik des Andreas Gryphius. Studien und Materialien“: „Der Cand. hat das Glück gehabt, verloren geglaubte, vor allem die sehr wichtige erste Ausgabe der Sonette, zu entdecken; er hat das Geschick gehabt, diese Funde ohne Überschätzung angemessen zu verwerten. <...> Er hat den gesamten Werdegang des Lyrikers Gryphius überzeugend geschildert, wie er umgekehrt für die Interpretation schwieriger Stellen Gutes getan hat. Eine nach allen Seiten hin selbständig und geistvoll und fördernde Studie.“ Bei der Erstausgabe von Andreas Gryphius’ Sonetten handelt es sich um die Lissaer Sonette. 1903 wurde Manheimer zum Dr. phil promoviert, 1904 die Dissertation gedruckt.
Zu Manheimers Bekanntschaften während der Studien- und Promotionszeit gehörten der Dichter Richard Dehmel, dem er „ein paar Gedichte“ vorlegte, der Musikwissenschaftler Werner Wolffheim, der Kunsthistoriker und Bibliophile Otto Deneke, der Schriftsteller Rudolf Borchardt und der Germanist Walther Brecht (1876–1950), der ebenfalls Doktorand bei Roethe in Göttingen war und 1902 promoviert wurde. Gleiche Begeisterung für deutsche Literatur machte Manheimer und Brecht zu Freunden. Später wurden beide Bibliophile; in Göttingen kamen sie, so Manheimer, bei der Betrachtung der „herrlichen Renaissance-Drucke“, die Brecht für seine Dissertation brauchte, noch nicht auf den Gedanken, „daß man so etwas besitzen müsse, um es richtig auszukosten. Die Pergament- und Schweinslederbände deutscher Barockdichter, die ich mir damals in Göttingen für billiges Geld zulegte, sollten lediglich eine Art Handwerkszeug bedeuten.“
Manheimer strebte die Habilitation an und begab sich dazu an die Kaiser-Wilhelm-Universität Straßburg. Sein Thema sollte „Das Verhältnis Frauenlobs zu seinen Vorgängern“ lauten. Es blieb aber beim Versuch, sei es, dass er bei den Straßburger Professoren nicht genügend Unterstützung fand, sei es, dass persönliche Schwierigkeiten überwogen; der Vater starb am 17. März 1905, ob durch Selbstmord, blieb unklar; die Mutter heiratete zwei Jahre später Werner Wolffheim, der achtzehn Jahre jünger war als sie. 1906 zog Manheimer nach München. Damit begann für ihn ein neues Leben. Die Professorenlaufbahn gab er auf. „Stattdessen trat er als Gastgeber, als Lebemann, Bibliophiler und Protagonist der Münchener Kultur- und Theaterszene in Erscheinung.“

### Bohème
Manheimer wohnte in Schwabing, zunächst in der Ainmillerstraße, ab 1909 in der Werneckstraße 5 (seit 1955: Nr. 18), im sogenannten „Stubenrauchschlößl“. Sein Wohnsitz gehörte zu den „Inseln in der Stadt“, wo sich die Bohème traf. Der Schriftsteller Hermann Sinsheimer schildert das Ambiente:

„Da war zuerst das Haus Mannheimer, genauer: die Villa des in Literatur- und Kunstgeschichte gelehrten und interessierten Dr. Victor Mannheimer, ein ehemaliges Kavaliershäuschen, in einem verschwiegenen Park am Rande des Englischen Gartens gelegen. Der Bewohner dieses anmutigen Anwesens aus dem achtzehnten Jahrhundert war ein reicher Berliner Fabrikantensohn, verliebt in interessante Bücher, schöne Frauen und lange Gespräche. Wäre er weniger reich gewesen, hätte er wahrscheinlich an irgendeiner deutschen Universität Literaturgeschichte gelehrt und von Zeit zu Zeit sein überaus großes Wissen und seine nicht ganz so große Weisheit in ein Buch verwandelt. So aber, mit seinem vielen Geld, gutem Geschmack und großem Gefallen an Menschen, öffnete er das kleine Haus und den großen Park der kleinen und großen Welt von Schwabing und München, von Deutschland und Europa. Wer vor, in und nach dem Weltkrieg ‚bei Mannheimer verkehrte‘, war in Kunst oder Leben arriviert, wenigstens für die Bannmeile Münchener Erfolgs. Die Berühmten waren naürlich die Rosinen, aber der Teig, in dem sie perlten, war so gemischt wie nur möglich, wenn auch schon selbst eine Auslese. Wem Gott gegeben hatte, auf originelle oder anziehende Weise zu reden oder zu schweigen, war hier willkommen. Der Hausherr selbst, eine anima candida, nie ganz dem Knabenalter entwachsen, obwohl seine hochgewachsene Erscheinung seit Menschengedenken von einer Glatze überglänzt war, schien selbst nur Gast im Hause zu sein. Der Gastgeber im Hintergrund war sein uralter, leise knurrender und sparsam lächelnder Diener Kaspar, eine gute und gütige Bedientenseele, der sich mit Menschen und Weinen vortrefflich auskannte.
Hier tafelte, trank, tanzte, tagte und nächtete eine Münchner Elite, hier feierte sie Gartenfeste, fällte sie ihre Urteile, sättigte sie sich an ihren Vorurteilen – in kleinen, geschmackvoll möblierten Zimmern voll Büchern und Bildern oder auf den Rasenplätzen des Parks unter sonnen-, mond- oder lampionbeschienenen Bäumen sitzend, von mittags bis Mitternacht und darüber hinaus. Es war eine Insel der Seligen, auf die im Sommer das Heu von den Wiesen des Englischen Gartens herüberduftete und wo im Winter die schönsten Frauen sich mit den gescheitesten Männern zu verstehen glaubten.“

Ab 1909 wurden bei Manheimer privat Schattenspiele aufgeführt, zuweilen mit Manheimer selbst als Regisseur. An einer Vorstellung von Justinus Kerners Trauerspiel „Der Totengräber vom Feldberg“ nahm am 25. Juli 1920 Thomas Mann teil, für Sinsheimers Ironie wohl eine „Rosine“: „Gartenfest bei Dr. Mannheimer, wobei Kerners ‚Totengräber‘ im Freien aufgeführt wurde. Bewundernswürdige kleine Dichtung, gut dargestellt.“ Gäste im Stubenrauchschlößl waren auch der Schriftsteller Max Halbe, der ein Freund bis in die Zeit der Emigration wurde, und der Bildhauer Fritz Behn.
1907 wurde Manheimers Sammelleidenschaft manifest. Seit ihrer Gründung 1907 war er Mitglied der „Gesellschaft der Münchener Bibliophilen“, zu der unter anderen der Illustrator und Schriftsteller Rolf von Hoerschelmann, der Antimilitarist und Schriftsteller Erich Mühsam und der Schriftsteller Karl Wolfskehl gehörten. Wolfskehl wurde wie Max Halbe ein Freund bis in die Zeit der Emigration. In der Bibliophilen-Gesellschaft wurde Manheimer „als Intellektueller und als Lebemann gleichermaßen angesprochen, hier fand er außerdem Unterhaltung und Austausch mit Schriftstellern, bildenden Künstlern, Verlegern, Buchhändlern und anderen Gelehrten.“ War seine eigene Sammlung 1907 noch klein, so wuchs sie nun. Zum Beispiel nahm Manheimer als Käufer an der Münchener Versteigerung aus der „Bibliothek Prof. Dr. Oscar Piloty“ im Mai 1918 teil. So kam es, was er in Göttingen noch nicht gedacht hätte, dass er nämlich „eines Morgens als Besitzer einer beinahe berühmten Sammlung deutscher Barockliteratur aufwachen würde. <...> Ich war aber schon längst, bevor ich es wahr haben wollte, ein Sammler geworden.“
Ab 1910 engagierte er sich auch im Münchener „Neuen Verein“. So kam er in Kontakt mit Arthur Schnitzler und Frank Wedekind. 1918 legte er Schnitzler – Zeichen, dass er sich weiter selbst poetisch versuchte – ein eigenes Stück „Die Ebbe“ zur Bewertung vor. Schnitzler urteilte vernichtend. Eigener literarisch-künstlerischer Ruhm blieb Manheimer versagt. Er agierte „als Privatgelehrter und Person des (halb-) öffentlichen Lebens zumindest im Hintergrund der literarischen Szene zwischen 1907 und 1922“ – möglicherweise zu selbstgewiss, nach Dessoir „ein Schöngeist, der mit seinem Geld sorglos und ungeschickt umging. <...> Da seine Beziehungen auch nach andern Ländern reichten und sein Selbstbewußtsein ständig wuchs, wähnte er sich im Mittelpunkt des geistigen Europa.“
1917 heiratete Manheimer die gut 18 Jahre jüngere Hedwig Salomon. 1919 wurde ihnen die Tochter Ruth geboren. Die Ehe wurde nach 1922 geschieden. In den 1920er Jahren trat Manheimer aus der jüdischen Gemeinde aus.

### Unstete und Emigration
Am 10. Oktober 1922 meldete sich Manheimer in München ab und zog mit seiner Familie nach Berlin, behielt aber die Wohnung in der Münchener Werneckstraße bei. Vielleicht zwischen den beiden Städten pendelnd, zunehmend auch im Ausland, vor allem Italien, führte er ein unstetes Wanderleben. Politische Repression kommt für die zwanziger Jahre nicht in Betracht –  die Beweggründe bleiben unklar. Seine Bibliothek löste er zwischen 1924 und 1931 auf. 1924 versteigerte er in Berlin unter dem Titel „Von Gottsched bis Hauptmann“ seine Sammlung neuerer Autoren. „Wenn ein Sammler seine Sammlung ganz oder teilweise abstößt, erhebt sich bei uns, anders als beispielsweise in Paris, eine Wolke von Klatsch über seine pekuniären Beweggründe.“ Bei ihm sei es anders. „Il y a une chose, que j’aime plus que la beauté, c’est le changement.“ 1927 folgte in München die Versteigerung seiner Sammlung deutscher Barockliteratur. Im Oktober 1931 schließlich verkaufte Manheimer den Rest, germanistische Fachliteratur, an die Universität Köln. Kötz sieht darin den Beginn der Emigration. Mit der Veräußerung des letzten Teils seiner Bibliothek habe Manheimer sich zusätzliche Mittel für das Leben in der Emigration verschafft. Die Reihenfolge der Verkäufe lasse auch auf sein Selbstverständnis schließen. Das Festhalten an seiner Arbeitsbibliothek zeige, dass er sich immer noch als Germanist und Philologe verstanden habe.

Von 1932 bis 1936 hielt sich Manheimer in Rom auf, wo er mit dem Schriftsteller und späteren Botschafter in Frankreich Wilhelm Hausenstein sowie dem Bildhauer Arno Breker zusammentraf. Breker „modellierte seinen ausdrucksvollen, massigen Kopf, eine Mischung aus Grandseigneur, Mephisto und geistvollem Genießer“. Die Skulptur ist verschollen. Die Inhalte von Das Buch von Rom aus der Reihe Was nicht im „Baedeker“ steht stammen von Manheimer. Autor Hermann von Wedderkop widmete ihm zudem das Vorwort des Buches. 1938 und 1939 war er in Meran, wo er die Architektin und Modeschöpferin Else Oppler-Legband kennenlernte. Er empfing „gelegentlich Besucher und entwickelte weitgreifende, unerfüllbare Pläne.“ Im März 1939 konvertierte er zum katholischen Glauben. Am 12. April 1939 folgte er gegen Else Oppler-Legbands dringenden Rat einem Ruf an die Universität Amsterdam und reiste nach Holland. Er lebte in Amsterdam unter verschiedenen Adressen, zuletzt in der Prins Hendriklaan 36. Anscheinend war er wirklich kurz an der Universität tätig. Es ging ihm finanziell immer noch auskömmlich, denn bei der Einreise musste er 10.000 Gulden Vermögen nachweisen. Er besaß auch ein Konto in der Schweiz. Aus seinen Briefen an Max Halbe, Karl Wolfkehl, die Schriftstellerin Margarete Susman und den Philosophen Helmuth Plessner spricht nicht selten Naivität in Bezug auf die politische Entwicklung, Nicht-wahrhaben-Wollen, Dissimulation, Verdrängung seiner Bedrohung. Zwar entbehrt er im April 1940, einen Monat vor der Kapitulation der Niederlande, in einem Brief an Margarete Susman

„aufs schmerzlichste Licht und Sonne und Süden, Landschaft, so wie ich sie verstehe, und das Peripathetische, und so lebe ich denn, schon weil hier Norden ist, in der Verbannung. Es liegt gewiss an mir, dass es zu fruchtbaren menschlichen Begegnungen nicht mehr gekommen ist, seitdem ich die holländische Grenze überschritten habe, also seit jetzt über einem Jahr.“

 Aber ein Jahr später geht es ihm 

„ausgezeichnet, ich kann nicht klagen, die Zeit vom 19. Juni bis zum 4. Februar war das schönste halbe Jahr meines Lebens (oder eigentlich ja beinahe 8 Monate). <...> Noch selten war ich so wie jetzt konzentrationsfähig, was damit zusammenhängen mag, dass ich so gut wie gar keine Zeitung lese. <...> Alles ist wichtig, nur das Neue als solches nicht, das Aktuelle nicht. Nur was mich nichts angeht, interessiert mich. So habe ich mich seit ungefähr einem Jahr völlig verloren an den Kosmos, der Goethe bedeutet.“

Im Oktober 1942 bat er Susmann dringlich, ihm eine Kopie seines katholischen Taufscheins zu besorgen. Er wollte vielleicht versuchen, seine jüdische Abstammung zu verbergen. Doch war sein Aufenthaltsort den deutschen Behörden bekannt. Er wurde in die als Sammel- und Deportationsstelle für die Amsterdamer Juden dienende Hollandsche Schouwburg vorgeladen, das ehemalige Theater. Dort nahm er sich am 10. Dezember durch Sprung aus einem Fenster das Leben.

## Schriften
- Victor Manheimer: Johannes Plavius, ein Danziger Sonettist. In: Mitteilungen des westpreußischen Geschichtsvereins. 2. Jahrgang, Nr. 4, 1903, S. 69–71.
- Victor Manheimer: Die Lyrik des Andreas Gryphius. Studien und Materialien. Weidman Verlag, Berlin 1904.
- Victor Manheimer: Gryphius-Bibliographie. In: Euphorion. 11. Jahrgang, 1904, S. 406–420 und 705–718.
- Victor Manheimer: Die balli von Jacques Callot. Ein Essay. Textband und Tafelband. Gustav Kiepenheuer Verlag, Potsdam 1921.
- Victor Manheimer: E. T. A. Hoffmann und Callot. In: Königsberger Hartungsche Zeitung. 15. Mai 1921.
- Victor Manheimer: <Vorwort>. In: Paul Graupe und Emil Hirsch (Hrsg.):Aus der Bibliothek Victor Manheimer. Von Gottsched bis Hauptmann. Auktion XXXVII. Versteigerung am 10. und 11. November 1924.
- Victor Manheimer: Privatbibliothek. In: Der Querschnitt. 7. Jahrgang, Nr. 2, 1927, S. 124–125.

Nicht aufgeführt sind vier Drucke von Gedichten zwischen 1897 und 1900.

## „Die Lyrik des Andreas Gryphius“
Gegen Ende des 19. Jahrhunderts war die zwischen 1878 und 1884 von Hermann Palm (1816–1885) für den Literarischen Verein in Stuttgart veranstaltete Ausgabe der Werke des Andreas Gryphius die maßgebliche. Manheimer hat die Forschung zu Gryphius’ Lyrik mit seiner Dissertation auf eine neue Grundlage gestellt. In einem ersten Teil stellt er die Metrik und die Textgeschichte der Gedichte dar. Im zweiten Teil liefert er Materialien zu Gryphius’ Leben und einen Neudruck von dessen erstem Gedichtband, den Lissaer Sonetten, mit Angabe aller Varianten in späteren Drucken der Sonette. Im dritten Teil berichtigt und ergänzt er die Palmsche Ausgabe der Gedichte.
Folgt man der Begutachtung der Dissertation durch Roethe, dann waren die Lissaer Sonette eine wirkliche Entdeckung; der einzige erhaltene Originaldruck von 1637 in der Stadtbibliothek Breslau, heute in der Universitätsbibliothek Breslau, war bis dahin der wissenschaftlichen Öffentlichkeit unbekannt geblieben. Manheimer selbst schreibt: „Das Buch, das im folgenden zum ersten Male neugedruckt wird (= N), ist erhalten in einem einzigen Exemplar, das seit mehreren Jahren die Breslauer Stadtbibliothek besitzt (E 1710n).“ Zu den drei Palmschen Ausgaben heißt es bei Manheimer, sie seien, „kurz herauszusagen, wissenschaftlich unbrauchbar, und zwar ist der zweite Band noch etwas schlechter als der erste, der dritte uns vorliegende aber noch viel schlechter als der zweite. Das bißchen Akribie, das diese Art Editionstechnik erfordert, ist gewiß oft überschätzt worden, aber man scheint es doch nicht zu haben, bevor man es gelernt hat.“
Manheimers Werk ist stets anerkannt worden. Dessoir nennt es 1946 „ein viel gerühmtes Buch“. Marian Szyrocki, später selbst Herausgeber einer Gryphius-Ausgabe, schreibt 1959 in seinem Buch über den jungen Gryphius: „Viktor <sic>  Manheimer unterzog in seinem materialreichen Buch die Lyrik des Andreas Gryphius einer ins einzelne gehenden Analyse.“ Karl Otto Conrady übernimmt 1962 wörtlich die Kritik Manheimers an der Palmschen Ausgabe und fügt hinzu, „die genauesten und aufschlußreichsten Betrachtungen“ zu Gryphius’ Lyrik gebe „immer noch Victor Manheimer“. Hans Magnus Enzensberger druckt 1962 in seiner Auswahl einiger Gryphius-Gedichte die Version Palms mit den „zahlreichen Korrekturen und Ergänzungen, die Victor Manheimer beigebracht hat“. Eberhard Mannack spricht 1986 vom ersten bedeutenden Buch über Gryphius’ Lyrik. „Die sorgfältige Bestandsaufnahme der formalen und sprachlichen Ausdrucksmittel, das Aufspüren der mannigfaltigen Anregungen durch zeitgenössische Lyriker und die genaue Analyse des in den zahlreichen Umformungen sich abzeichnenden Schaffensprozesses gewähren Einblick in die innere Entwicklung des Dichters und erweisen sich darüber hinaus durch die Fülle des beigebrachten Vergleichsmaterials als bedeutender Beitrag zu einer Stilistik des 17. Jahrhunderts.“
Die Germanisten der University at Buffalo Erika Alma Metzger und Michael M. Metzger widmen 1993 in ihrem Buch über Wege der Gryphius-Rezeption Manheimer einen eigenen Abschnitt (aus dem Englischen): „Manheimer war ein Wegbereiter und Meister der Forschung über Gryphius – über Gryphius als einen der vordersten Bühnenautoren und Lyriker des deutschen Barock. Manheimer bemerkte die Schwächen der Palmschen Edition und beschloss, deren Irrtümer und Lücken zu beseitigen. <...> Mit einer seltenen Kombination von philologischer Genauigkeit und künstlerischem Gespür hat er unser Verständnis der poetischen Stile des siebzehnten Jahrhunderts erweitert.“ Am wichtigsten sei, dass Manheimer sich Gryphius wie einem zeitgenössischen Dichter genähert habe –  Manheimer hatte zum Beispiel die Klangfarbe bei Gryphius mit Goethe, Clemens von Brentano, Heinrich Heine, Joseph von Eichendorff, Stefan George, Hugo von Hofmannsthal und Arthur Rimbaud verglichen. „Aus Manheimers Buch spricht eine außergewöhnliche, erstaunliche Kongenialität zwischen Forscher und Forschungsgegenstand.“

## Die Bibliothek

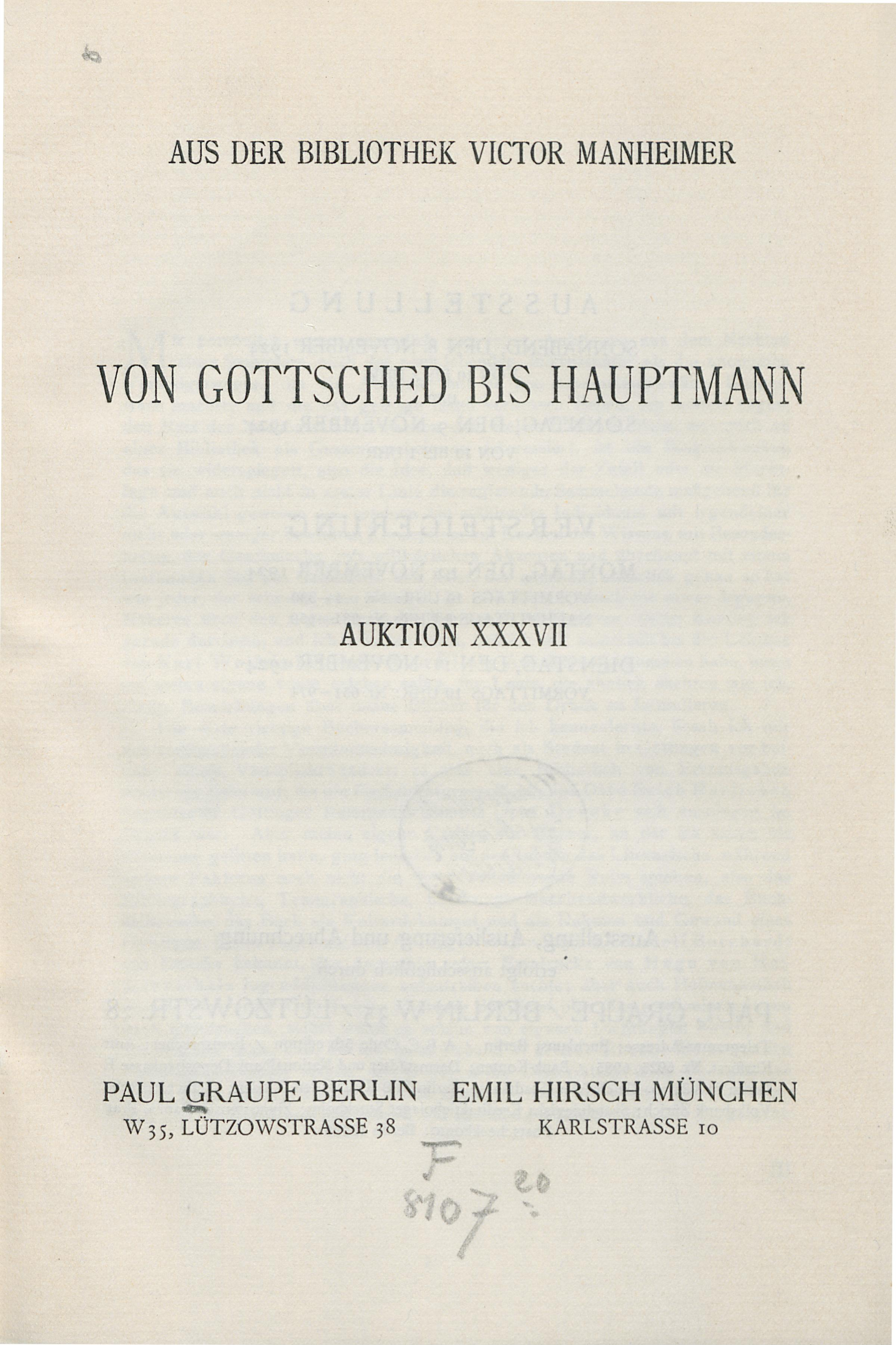
Versteigerung 1924.

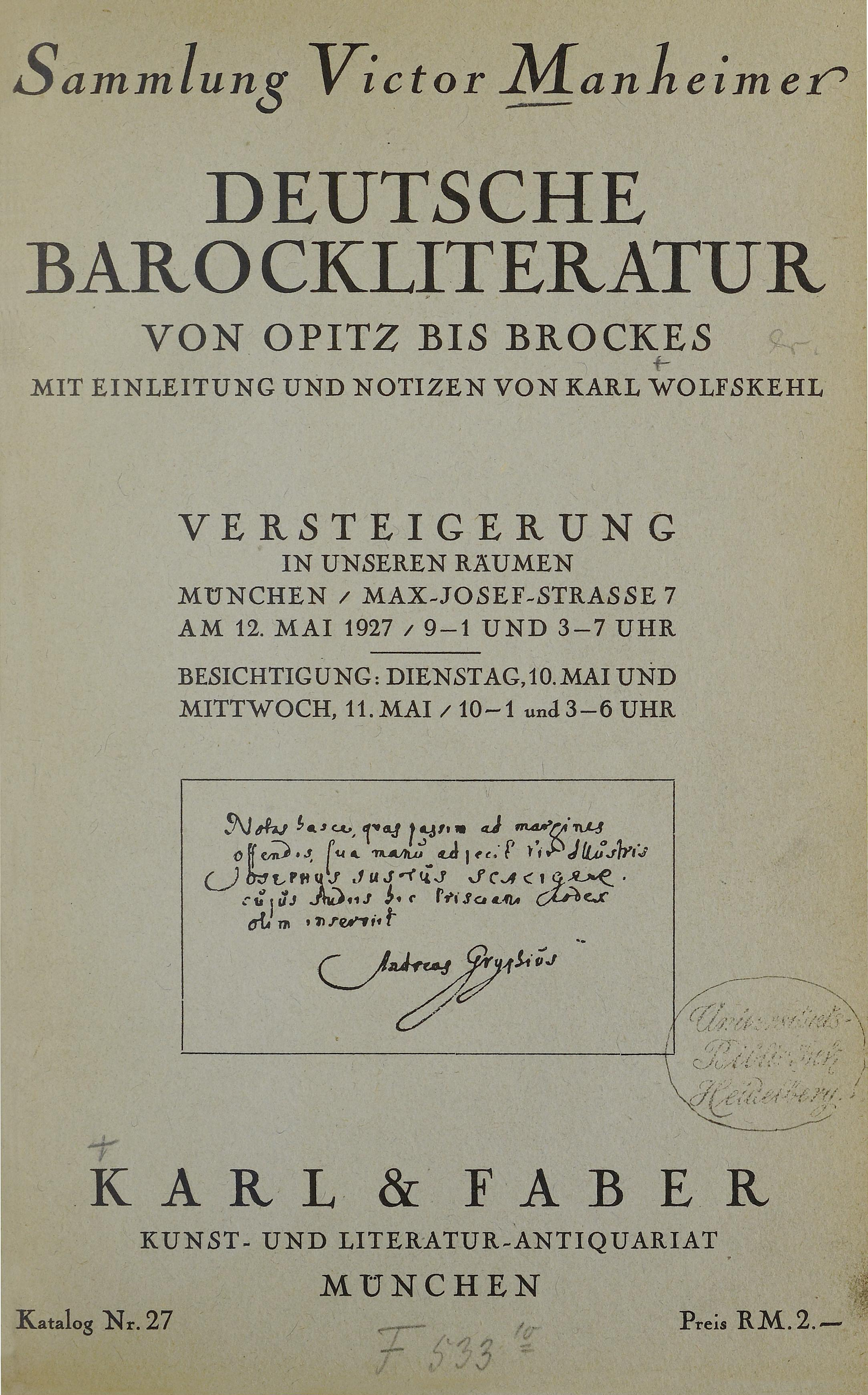
Versteigerung 1927.

Mannheimer hat nach Dessoir „ein viel gerühmtes Buch über Gryphius geschrieben, dann aber nur noch kleinere Aufsätze und Besprechungen zustande gebracht; seine Lebensarbeit galt dem Aufbau einer Bibliothek, die ihresgleichen suchte und deren Katalog, mit wertvollen Nachweisen gesättigt, die Bedeutung eines zweiten dicken Buches hatte.“ Die Bibliothek gliedert sich, wie ihre schrittweise Veräußerung offenkundig macht, in drei Komplexe.
Die 1924er Auktion umfasste Werke „von Gottsched bis Hauptmann“. „Vom Ausgangspunkt, dem deutschen Barock, kam ich schließlich, indem ich mich auf die Gegenwart zu bewegte, ganz organisch zu meiner Sammlung von Erstausgaben deutscher Dichtung etwa von Gottsched bis auf unsere Tage, dem Teile meiner Bibliothek, den ich heute wieder in die Winde verflattern lasse, aus denen sie mir zugeflattert sind.“ 974 Stücke wurden versteigert, von Thomas Abbts „Vom Verdienste“ 1804 bis Johann Georg Zimmermanns „Ueber die Einsamkeit“ 1784/1785.
Im Katalog der Versteigerung der Barocksammlung 1927 schrieb Wolfskehl: „Gelehrter, Kenner und Liebhaber in Einem, hat ihr Besitzer offenbar das Bild dessen, was er schaffen wollte, immer in sich getragen und, mit jedem neuen Erwerbe bewußter werdend, schließlich diesen wundervoll gefügten Bau zur Vollendung gebracht. <...> Ich glaube, noch nie ist eine Sammlung auf den Markt gekommen, in der die bedeutenden Dichterpersonen so lückenlos mit ihren Werken vertreten sind und dabei mit solchen Raritäten.“ Die echten Büchersammler „werden, wenn sie die Grimmelshausen-Reihe (Nr. 116–127), die Gryphius-Reihe (Nr. 132–146a), die Harsdörffer-Reihe (Nr. 170–180), die Moscherosch-Reihe (Nr. 261–267) <...> und so manche andere durchschmökern, wenn sie das Kronjuwel der Sammlung, die ‚Geharnschte Venus‘ (Nr. 401) – wenigstens in der Hand halten, sich des schönen Zusammentreffens von Wissen und Sammlerglück freuen, das diesen ‚Schauplatz‘, diese ‚Schatzkammer‘, in den Worten der Zeit zu reden, zusammengebracht und innerlich verbunden hat.“  707 Stücke wurden versteigert, von Caspar Abels „Des berühmten Poeten Nicolai d'Espreaux Boileau Satyrische Gedichte“ 1729 bis Heinrich Anselm von Ziegler und Kliphausens „Asiatische Banise“ ohne Jahresangabe. Ein Teil der Barocksammlung befindet sich heute in der Yale University.
Für den Ankauf und Transport von Manheimers „Arbeitsbibliothek“ 1931 zahlte die Universität Köln 12.389,11 Reichsmark, von denen Manheimer in mehreren Raten 9.964,90 Reichsmark erhielt. Der Umfang wurde in den 1930er Jahren mit 5.000 bis 10.000 Bänden angegeben. Die Bände sind heute Bestandteil der Bibliothek des Instituts für Deutsche Sprache und Literatur der Universität Köln. Kötz’ Rekonstruktion hat 2761 heute in Köln vorhandene Titel mit knapp 4000 Bänden Manheimers Arbeitsbibliothek zugeordnet. Die jüngsten sind 1931 erschienen – Manheimer hat im Jahr des Verkaufs noch neue Bücher erworben.